# 札幌東徳洲会病院
札幌東徳洲会病院（さっぽろひがしとくしゅうかいびょういん）は、北海道札幌市東区にある民間病院。

## 概要
医療法人徳洲会12番目の病院であり、石狩地方北部の2次・3次救急における基幹医療施設の一つである。年間救急車受け入れ数10000台前後であり、北海道内でも有数の受入実績を誇る。

## 診療科
- 総合内科
- 消化器内科
- 循環器内科
- 呼吸器内科
- 小児科
- 外科
- 整形外科
- 乳腺外科
- 脳神経外科
- 心臓血管外科
- 頭頚部外科
- 耳鼻咽喉科
- 眼科
- 形成外科
- 麻酔科
- 放射線治療科
- 放射線診断科
- 歯科
- 口腔外科
- 皮膚科
- 泌尿器科

## 沿革
- 1986年開院[広報 1]。
- 1991年院内保育園「ゆうゆう保育園」開設[広報 1]。
- 2006年現在の場所に新築移転[広報 1]。
- 2012年附属臨床センター設置[広報 1]。
- 2014年製薬会社と癒着して不適切な臨床研究を行っていたことが判明し、腎臓内科部長が罷免[2]。
- 2017年TAVI手術開始
- 2023年TAVI手術1000例突破
- 2024年4月1日より、北海道で初めてハイブリッドERの稼働を開始。[3]

## アクセス・駐車場
国道274号（札幌新道）沿いに位置している。
- 札幌市営地下鉄東豊線新道東駅から徒歩約4分
- 北海道中央バス（札幌東営業所）「北34条東12丁目」バス停下車
- 駐車場：180台

#### 広報資料・プレスリリースなど一次資料
1. 1 2 3 4  “沿革”.   札幌東徳洲会病院. 2020年6月20日閲覧。